# أنتوني كاريجان
أنتوني كاريجان (2 يناير 1983 - ) ممثل أمريكي. من عام 2018 حتى عام 2023، قام بدور التشيكي نوهو هانك في مسلسل باري، وقد تم ترشيح أنتوني عن هذا الدور مرتين من جائزة الإيمي كأفضل ممثل مساند في مسلسل كوميدي.

## حياته
منذ الطفولة، كان كاريجان يعاني من داء الثعلبة، وهو مرض مناعي ذاتي يسبب تساقط الشعر. كان يعاني من أعراض خفيفة حيث نشأ مع بقع صلعاء صغيرة يمكن التحكم فيه ، لكنه بدأ يفقد المزيد من الشعر في العشرينات من عمره، وتحدث عن وضع المكياج والحواجب الاصطناعية أثناء تصوير مسلسل المنسي سنة 2009م. وهو معروف الآن بنقصه التام في الشعر والحواجب والرموش، وقد أدرج هذا في مسيرته المهنية.
كاريجان متزوج من لاعبة الشطرنج المحترفة جيا أوليمب، التي التقى بها في محطة قطار شارع برودواي - لافاييت في مدينة نيويورك.

## وصلات خارجية
- أنتوني كاريجان في قاعدة بيانات الأفلام على الإنترنت